# Pidro
Pidro (även Pedro/Cinch/63/83) är ett kortspel som vunnit stor popularitet i de svenska delarna av Finland och särskilt i det svenska Österbotten. Även i USA, Italien, Azorerna och delar av Latinamerika spelas pidro och det sägs att det har kommit till Finland med återflyttare. 
Man ordnar även världsmästerskapen i pidro där de olika svenskösterbottniska byarna tävlar mot varandra. Pidro utgör en unik del av den finlandssvenska kulturen. Pidro kan spelas också digitalt.
Kortspelet uppvisar vissa likheter med bridge och har troligen utvecklats därifrån. Pidro spelas i par. Spelarna värderar sina kort och bjuder. Den som bjuder högst får välja sort, vilket ger en stor fördel. Spelbara kort är alla kort i den valda sorten och den andra femman i samma färg. Efter detta spelas pidro i stick, där paren försöker samla poäng. Om den som bjöd inte kommer upp till den poäng summa som han lovade, det vill säga bjöd, så får det paret minuspoäng enligt samma summa som bjöds. Det lag som först når upp till 62 poäng vinner omgången. Många spelar dock med 63 poäng eller 64 poäng som gräns. 
Den österbottniska varianten av Pidro kännetecknas för övrigt av att det finns många små skillnader i reglerna. Vissa tillåter till exempel att sista spelaren, den som delade ut korten, får bjuda över 14, som är maximalt antal poäng som man kan få på ett varv.
Namnet pidro är en benämning på femmorna, som är de viktigaste korten i detta spel.

## Poäng
De poänggivande korten är:
- äss ("hög") . 1 poäng (alltid poänggivande)
- knekten ..... 1 poäng
- tian ........... 1 poäng
- pidro (5) ..... 2 * 5 poäng (samma färg)
- lågan (2) .... 1 poäng (alltid poänggivande)